# Nanogomphodon
Nanogomphodon es un género extinto de sinápsido cinodonte que vivió en Europa durante el período Triásico Medio.
Nanogomphodon fue un pequeño herbívoro perteneciente a la familia de los traversodóntidos y al grupo conocido como los gonfodontes. La especie tipo es Nanogomphodon wildi. Esta es conocida solo a partir de unos pocos dientes aislados recuperados en 2006 en la Formación Erfurt en Baden-Württemberg, en Alemania.
Su nombre proviene del griego para "diente de clavo pequeño"; de νάνος (nanos, 'pequeño'), γόμφος (gómphos, 'clavo' o 'clavija'), y ὀδούς (odoús, 'diente').